# Daniyal Matthews
Pour les articles homonymes, voir Matthews.
Daniyal Matthews, né le 25 janvier 1999 au Cap, est un coureur cycliste sud-africain.

## Biographie
Originaire du Cap, Daniyal Matthews participe à ses premières compétitions cyclistes vers l'âge de neuf ans. Dans un premier temps, il se consacre à la piste. Il bascule aussi progressivement vers les courses sur route. En dehors de sa carrière sportive, il a suivi des études de mathématiques appliquées et de statistiques, à l'université d'Afrique du Sud, dont il est ressorti diplômé. 
En 2017, il devient champion d'Afrique de l'américaine dans la catégorie des juniors (moins de 17 ans), aux côtés de Ricardo Broxham. Trois ans plus tard, il se classe troisième de la poursuite par équipes et de l'américaine aux championnats d'Afrique, chez les élites. Il remporte également le titre continental dans la poursuite par équipes en 2023, en compagnie de plusieurs compatriotes. Cette même année, il intègre la réserve de l'équipe Bike Aid, basée en Allemagne. Ce transfert lui permet de participer à ses premières épreuves européennes. 
En mars 2024, il est médaillé d'argent dans le contre-la-montre par équipes aux Jeux africains, avec la délégation sud-africaine. Il crée ensuite la surprise lors de la saison 2025 en devenant champion d'Afrique du Sud sur route, alors qu'il ne figurait pas parmi les principaux favoris. 

## Palmarès sur route

### Par année
- 2024
  -  Médaillé de bronze du contre-la-montre par équipes aux Jeux africains
- 2025
  -  Champion d'Afrique du Sud sur route

### Classements mondiaux
| Année           | 2024 |
| --------------- | ---- |
| UCI Africa Tour | 254e |

## Palmarès sur piste

### Championnats d'Afrique
- 2017
  -  Champion d'Afrique de l'américaine juniors (avec Ricardo Broxham)
  -  Médaillé d'argent de la poursuite par équipes juniors
  -  Médaillé de bronze du scratch juniors
- Le Caire 2020
  -  Médaillé de bronze de la poursuite par équipes
  -  Médaillé de bronze de l'américaine
- Le Caire 2023
  -  Champion d'Afrique de poursuite par équipes (avec Joshua van Wyk, Carl Bonthuys et Wynand Hofmeyr)

### Championnats nationaux
- 2018
  - 3e du championnat d'Afrique du Sud de poursuite par équipes
- 2022
  - 3e du championnat d'Afrique du Sud de course aux points
- 2023
  -  Champion d'Afrique du Sud de poursuite par équipes (avec Carl Bonthuys, Wynand Hofmeyr et Joshua Louw)[5]
- 2024
  -  Champion d'Afrique du Sud de poursuite par équipes (avec Carl Bonthuys, Wynand Hofmeyr et Ethan Kulsen)
  -  Champion d'Afrique du Sud du scratch[6]
  - 3e du championnat d'Afrique du Sud de l'élimination[6]
- 2025
  -  Champion d'Afrique du Sud de l'américaine (avec Gustav Roller)[7]
  - 2e du championnat d'Afrique du Sud de poursuite par équipes[7]